# Лінкос
Лінкос (від Lingua Cosmica) — штучна мова, створена Гансом Фройденталем, професором математики, для спілкування з позаземним розумом.

## Історія мови
Ганс Фройденталь, професор математики Утрехтського університету (Нідерланди), вирішив створити мову, зрозумілу для істот, які не мають з нами нічого спільного, крім розуму. Було це в ті роки, коли всі були схвильовані запуском першого супутника і першою спробою Дрейка прийняти сигнали позаземних цивілізацій. Тому Фройденталь назвав свою мову лінкос (від лат. lingua cosmica — «космічна мова»).

## Особливості
Лінкос простий і однозначний, він не містить винятків із правил, синонімів і т. д. До того ж ця мова зовсім вільна від фонетичного звучання. Слова цієї мови ніколи і ніким а Всесвіті вимовлятися не будуть. Їх можна закодувати в будь-якій системі, наприклад в двійковій, і передавати в космос по радіо або іншим способом. Фройденталь розробив уроки лінкосу, якими повинно починатися перше послання. Перший урок містить прості поняття математики і логіки. Він починається рядом натуральних чисел, що передаються послідовністю імпульсів. Потім вводяться знаки чисел і поняття «дорівнює». Кожен знак передається імпульсом особливої форми. Після цього демонструються арифметичні операції. Таким чином, невідомий кореспондент проходить курс математики і опановує поняттям «більше», «менше», «правильно», «неправильно», «зростає», «зменшується» і т. д.
Ключова ідея лінкосу (як втім і ряду наступних мов міжцивілізаційного спілкування) — теза про те, що математика універсальна. Тому, почавши з універсальних і елементарних математичних понять, які, звичайно ж відомі і інопланетянам, ми зможемо, спираючись на щось спільне, спробувати створити поступово мову для подальшої передачі і наших унікальних відомостей, які, ймовірно, їм поки не відомі.

## Приклади
| Текст на лінкосі      | Значення                            |
| --------------------- | ----------------------------------- |
| Ha Inq Hb? X 2 x = 5  | Ha говорить Hb: яке x якщо 2x = 5?  |
| Hb Inq Ha 5 / 2       | Hb говорить Ha: 5 / 2.              |
| Ha Inq Hb Ben         | Ha говорить Hb: добре.              |
| Ha Inq Hb? X 4 x = 10 | Ha говорить Hb: яке x якщо 4x = 10? |
| Hb Inq Ha 10 / 4      | Hb говорить Ha: 10 / 4.             |
| Ha Inq Hb Mal         | Ha говорить Hb: погано.             |
| Hb Inq Ha 1 / 4       | Hb говорить Ha: 1 / 4.              |
| Ha Inq Hb Mal         | Ha говорить Hb: погано.             |
| Hb Inq Ha 5 / 2       | Hb говорить Ha: 5 / 2.              |
| Ha Inq Hb Ben         | Ha говорить Hb: добре.              |

Зверніть увагу на різницю між «добре» і «погано» у порівнянні з «істинно» і «помилково»; 10 / 4 є правильною відповіддю на питання, тому Ver («істинно») був би правильним відповіддю, але оскільки було потрібно зведення до найменшого знаменника, це було не тим, що хотів Hb і тому він відповів Mal («погано»).
Інший приклад, який показує метаразговор:
| Текст на лінкосі                  | Значення                                                |
| --------------------------------- | ------------------------------------------------------- |
| Ha Inq Hb? X 4 x = 10             | Ha говорить Hb: яке x якщо 4x = 10?                     |
| Hb Inq Hc? Y y Inq Hb? X 4 x = 10 | Hb говорить Hc: хтось запитує мене, яке x якщо 4x = 10? |
| Hc Inq Hb Ha                      | Hc говорить Hb: Ha.                                     |